# Derek de Lint
Derek de Lint (IPA: [ˈdɛrək də lɪnt]), all'anagrafe Dick Hein de Lint (IPA: [dɪk ɦɛi̯n də lɪnt]) (L'Aia, 17 luglio 1950) è un attore olandese.
Nel 1977 ha interpretato il personaggio di Alex nel film Soldato d'Orange, diretto da Paul Verhoeven. 
Nel 1986 ha interpretato il ruolo di Anton Steenwijk nel film Assault, che ha vinto l'Oscar al miglior film straniero nello stesso anno. 
Nel 2006, De Lint è il protagonista del film Black Book, diretto da Paul Verhoeven, nel ruolo di Gerben Kuipers. 
Ha fatto parte del cast della serie televisiva Poltergeist: The Legacy, andata in onda dal 1996 al 1999, con il ruolo di Derek Rayne.

## Filmografia

### Cinema
- Barocco, regia di André Téchiné (1976)
- Blindgangers, regia di Ate de Jong (1977)
- Soldato d'Orange (Soldaat van Oranje), regia di Paul Verhoeven (1977)
- Dag dokter, regia di Ate de Jong (1978)
- Kort Amerikaans, regia di Guido Pieters (1979)
- Dat moet toch kunnen, regia di Emanuel Boeck (1979)
- De grens, regia di Bobby Eerhart - cortometraggio (1979)
- Lucky Star (The Lucky Star), regia di Max Fischer (1980)
- Torna! (Come-Back), regia di Jonne Severijn (1981)
- Van de koele meren des doods, regia di Nouchka van Brakel (1982)
- Een zaak van leven of dood, regia di George Schouten (1983)
- Bastille, regia di Rudolf van den Berg (1984)
- Un corpo da spiare (Mata Hari), regia di Curtis Harrington (1985)
- Assault (De aanslag), regia di Fons Rademakers (1986)
- Mascara, regia di Patrick Conrad (1987)
- Dagboek van een oude dwaas, regia di Lili Rademakers (1987)
- Tre scapoli e un bebè (Three Men and a Baby), regia di Leonard Nimoy (1987)
- L'insostenibile leggerezza dell'essere (The Unbearable Lightness of Being), regia di Philip Kaufman (1988)
- Stealing Heaven, regia di Clive Donner (1988)
- Rituelen, regia di Herbert Curiel (1989)
- Angie, regia di Martin Lagestee (1993)
- Venti dal Sud, regia di Enzo Doria (1994)
- Gioco d'amore (Affair Play), regia di Roeland Kerbosch (1995)
- Lang leve de koningin, regia di Esmé Lammers (1995)
- All Men Are Mortal, regia di Ate de Jong (1995)
- Deep Impact, regia di Mimi Leder (1998)
- The Artist's Circle, regia di Bruce Marchfelder - cortometraggio (2000)
- Soul Assassin, regia di Laurence Malkin (2001)
- Mon amour mon parapluie, regia di Giada Del Drago - cortometraggio (2001)
- Superstition, regia di Kenneth Hope (2001)
- Tom & Thomas - Un solo destino (Tom & Thomas), regia di Esmé Lammers (2002)
- The Big Charade, regia di Jesse McKeown - cortometraggio (2003)
- Chiamata da uno sconosciuto (When a Stranger Calls), regia di Simon West (2006)
- Black Book (Zwartboek), regia di Paul Verhoeven (2006)
- De brief voor de koning, regia di Pieter Verhoeff (2008)
- Moonlight Serenade, regia di Giancarlo Tallarico (2009)
- Villa Josephine, regia di Vincent Van De Wijngaard - cortometraggio (2010)
- Gooische vrouwen, regia di Will Koopman (2011)
- All That Way for Love, regia di Henry Mason - cortometraggio (2011)
- Anatole, regia di Elbe Stevens - cortometraggio (2011)
- Nova Zembla, regia di Reinout Oerlemans (2011)
- U & Eye, regia di Vito de Haas - cortometraggio (2011)
- Insensibles, regia di Juan Carlos Medina (2012)
- Tears of Steel, regia di Ian Hubert - cortometraggio (2012)
- Valentino, regia di Remy van Heugten (2013)
- Daglicht, regia di Diederik Van Rooijen (2013)
- Tula: The Revolt, regia di Jeroen Leinders (2013)
- Aan de overkant, regia di Wouter Stoter - cortometraggio (2013)
- Un alce sotto l'albero (Midden in de winternacht), regia di Lourens Blok (2013)
- Snijbonen, regia di Lionel Hulsbergen e Ruben Peeters - cortometraggio (2014)
- Gooische vrouwen 2, regia di Will Koopman (2014)
- Armada - Sfida al confine del mare (Michiel de Ruyter), regia di Roel Reiné (2015)
- Code M - La spada di D'Artagnan (Code M), regia di Dennis Bots (2015)
- Familieweekend, regia di Pieter van Rijn (2016)
- The White King, regia di Alex Helfrecht e Jörg Tittel (2016)
- Vikings - L'invasione dei Franchi (Redbad), regia di Roel Reiné (2018)
- Lili, regia di Yfke van Berckelaer - cortometraggio (2019)
- The Ice Cream Man, regia di Robert Moniot - cortometraggio (2024)

### Televisione
- La montagna dei diamanti (1991)
- Poltergeist: The Legacy (1996-1999)
- NCIS - Unità anticrimine (NCIS) - serie TV, episodio 1x10 (2004)

## Doppiatori italiani
Nelle versioni in italiano delle opere in cui ha recitato, Derek de Lint è stato doppiato da:
- Sergio Di Stefano in Stealing Heaven, Deep Impact, Chiamata da uno sconosciuto
- Teo Bellia in Tre scapoli e un bebè
- Paolo Poiret in L'insostenibile leggerezza dell'essere
- Roberto Draghetti in The L Word
- Gino La Monica in Black Book
- Pierluigi Astore in Vikings - L'invasione dei Franchi